# Раполано-Терме
Раполано-Терме (итал. Rapolano Terme) — коммуна в Италии, располагается в регионе Тоскана, в провинции Сиена.
Население составляет 4771 человек (2008 г.), плотность населения составляет 57 чел./км². Занимает площадь 83 км². Почтовый индекс — 53040. Телефонный код — 0577.
В коммуне 15 августа особо празднуется Успение Пресвятой Богородицы.

## Демография
Динамика населения:

## Администрация коммуны
- Официальный сайт: https://web.archive.org/web/20060510013759/http://www.comune.rapolano.si.it/